# Dilophus femoratus
Dilophus femoratus är en tvåvingeart som beskrevs av Johann Wilhelm Meigen 1804. Dilophus femoratus ingår i släktet Dilophus och familjen hårmyggor. Arten är reproducerande i Sverige. Inga underarter finns listade i Catalogue of Life.